# Зиршайд
Зиршайд (нем. Sierscheid) — община в Германии, в земле Рейнланд-Пфальц. 
Входит в состав района Арвайлер. Подчиняется управлению Аденау.  Население составляет 89 человек (на 31 декабря 2010 года). Занимает площадь 2,34 км².